# ジミー・ハミルトン
ジミー・ハミルトン（Jimmy Hamilton、1917年5月25日 – 1994年9月20日）は、デューク・エリントン楽団における四半世紀の活動で名高いアメリカ合衆国のジャズ・ミュージシャン。スウィングからビバップの時代に活躍したクラリネット奏者およびテナー・サクソフォーン奏者として知られるが、作曲家・編曲家としても活動した。

## 略歴
サウスカロライナ州のディロンに生まれ、フィラデルフィアに育つ。元々はピアノの演奏を学び、1930年代から地元の楽隊で金管楽器の演奏を始めるが、後にクラリネットとサクソフォーンの演奏に転じた。1939年にラッキー・ミリンダーやジミー・マンディ、ビル・ドジェットと共演し、引き続いて1940年には、テディ・ウィルソン・セクステットに入団した。2年間をウィルソンの許で過ごした後、エディ・ヘイウッドやヤンク・ポーターと共演した。1943年にバーニー・ビガードの後任としてデューク・エリントン楽団に入団し、1968年まで同楽団員として過ごした。
ハミルトンの演奏様式は、2つの楽器で異なっている。すなわち、サクソフォーンではリズム・アンド・ブルース寄りであり、一方クラリネットでは、精密で端正だが、それでいて流麗な様式を採っている。エリントン楽団に在籍中に数曲を作曲した。
エリントン楽団を退団後は、フリーランスの演奏家や編曲家として過ごす。1970年代と1980年代にはヴァージン諸島で後進の指導に当たったが、時折りアメリカ合衆国本土に戻り、ジョン・カーター主宰の音楽祭「クラリネット・サミット」でカーターその人と共演した。教職を退いてからも、1989年から1990年まで自身のグループを率いて演奏活動を続けた。
1994年にヴァージン諸島のセント・クロイ島にて永眠。77歳であった。

## ディスコグラフィ

### リーダー・アルバム
- Clarinet in High Fi (1955年、Urania)
- Jimmy Hamilton and the New York Jazz Quintet (1956年、Urania)
- Swing Low Sweet Clarinet (1960年、Everest)
- It's About Time (1961年、Prestige Swingville)
- Can't Help Swinging (1961年、Prestige Swingville)
- In a Sentimental Mood (1963年、World Record Club)
- Rediscovered at the Buccaneer (1985年、Who's Who in Jazz)
- S'weet But (1997年、Hot Drive)
- Tribute to Barney Bigard and Russell Procope (2014年、Squatty Roo)

クラリネット・サミット
- In Concert At The Public Theater (1984年、India Navigation)
- In Concert At The Public Theater Vol.II (1985年、India Navigation)
- Southern Bells (1987年、Black Saint)